# SŽD-Baureihe ТЭ3
Die Lokomotiven der SŽD-Baureihe ТЭ3 (deutsche Transkription TE 3) der Sowjetischen Eisenbahnen (SŽD) sind breitspurige Diesellokomotiven vorrangig für den Güterzugdienst.

## Geschichte
Als Weiterentwicklung der SŽD-Baureihe ТЭ2 entstand 1953 bei der Lokomotivfabrik Charkow die Lokomotive mit zweimal 2000 PS Motorleistung. Das Grundkonzept der bewährten Baureihe ТЭ2 wurde beibehalten. Die Ausstattung mit einem leistungsstärkeren und damit schwereren Dieselmotor erforderte allerdings die Ausstattung mit zwei dreiachsigen Drehgestellen. An der Entwicklung beteiligt war der Eisenbahningenieur Pjotr Jakobson.
Den Prototyp stellte das Lokomotivwerk in Charkow 1953 her, und es fanden im gleichen Jahr Probefahrten im Donezbecken statt. Die guten Betriebsergebnisse veranlassten die SŽD, keine Dampflokomotiven mehr zu beschaffen, sondern es wurden für den steigenden Bedarf an Diesellokomotiven mehrere Werke für die Produktion der Lokomotive herangezogen. So lieferten außer der Lokomotivfabrik Charkow auch das Werk Kolomna und die Lokomotivfabrik Luhansk in 20 Jahren Produktionszeit über 6800 Lokomotiven. Die von dem Werk Kolomna ausgelieferten Lokomotiven bekamen die Ordnungsnummern ab ТЭ3-1001, die in der Lokomotivfabrik Luhansk gefertigten Maschinen ab ТЭ3-2001. Dabei wurde in den Jahren zahlreiche Details verbessert. Seit 1963 stellte nur noch die Lokomotivfabrik in Woroschilowgrad die Lokomotive her.
Wegen des Bedarfs von Lokomotiven mit insgesamt 6000 PS Leistung fertigte das Lokomotivwerk in Woroschilowgrad eine Serie von dreiteiligen Maschinen auf der Basis der ТЭ3 her, die im Vergleich zu den Lokomotiven aus Charkow einige Verbesserungen, wie Übergangsmöglichkeiten durch alle drei Lokomotivteile, aufwiesen. Als dann Diesellokomotiven mit 3000 PS Motorleistung zur Verfügung standen (SŽD-Baureihe ТЭ10), baute man die dreiteiligen Lokomotiven wieder in zweiteilige zurück.
Die Lokomotiven bewältigten über Jahrzehnte den Güterzugdienst auf den nichtelektrifizierten Strecken der UdSSR und sind die am weitesten verbreitete Baureihe. Fotos belegen auch den Einsatz im Personenzugdienst. Dabei kam es auch vor, dass die Lokomotiven als Einzellokomotive Dienst taten.
Bei der großen gefertigten Stückzahl kann davon ausgegangen werden, dass einige Exemplare der Baureihe ein Dienstalter von über 60 Jahren erreichen. Die Grundkonzeption ist robust und bildete die Grundlage für die in Mitteleuropa weitverbreitete Baureihe M62.

## Technische Beschreibung
Die Lokomotive ist wie ihre Vorgängerbaureihe eine Doppellokomotive, die aus zwei gekuppelten identischen Sektionen besteht, wobei jede Sektion auch einzeln einsetzbar ist.
Der Rahmen ist eine aus Längs- bzw. Querträgern bestehende Stahl-Schweißkonstruktion. Der Aufbau untergliedert sich in den stirnseitigen Führerstand und den Maschinenraum. Die hinteren gerade Rückwand ist mit einer Stirnwandtüre versehen, welche zum mit einem Faltenbalg geschützter Personenübergang zur zweiten Lokomotivhälfte führt.
Als Antriebseinheit wurde ein Zehnzylinder-Zweitaktdieselmotor ausgewählt, der über eine Lamellenkupplung mit dem Hauptgenerator verbunden ist. Der Hauptgenerator versorgt die sechs Tatzlagerfahrmotoren mit Fahrstrom. Die Fahrmotoren sind paarweise zu drei parallelen Kreisen zusammengeschaltet.
Die Hilfsbetriebe wurden von dem Vorgängertyp übernommen und verbessert. Sie bewährten sich und waren einfach in Wartung und Unterhaltung auch unter den extremen Betriebsbedingungen auf den Gleisen der SŽD. Das erklärt die große Stückzahl der Lokomotive und deren lange Lebensdauer.

## Weiterentwicklungen

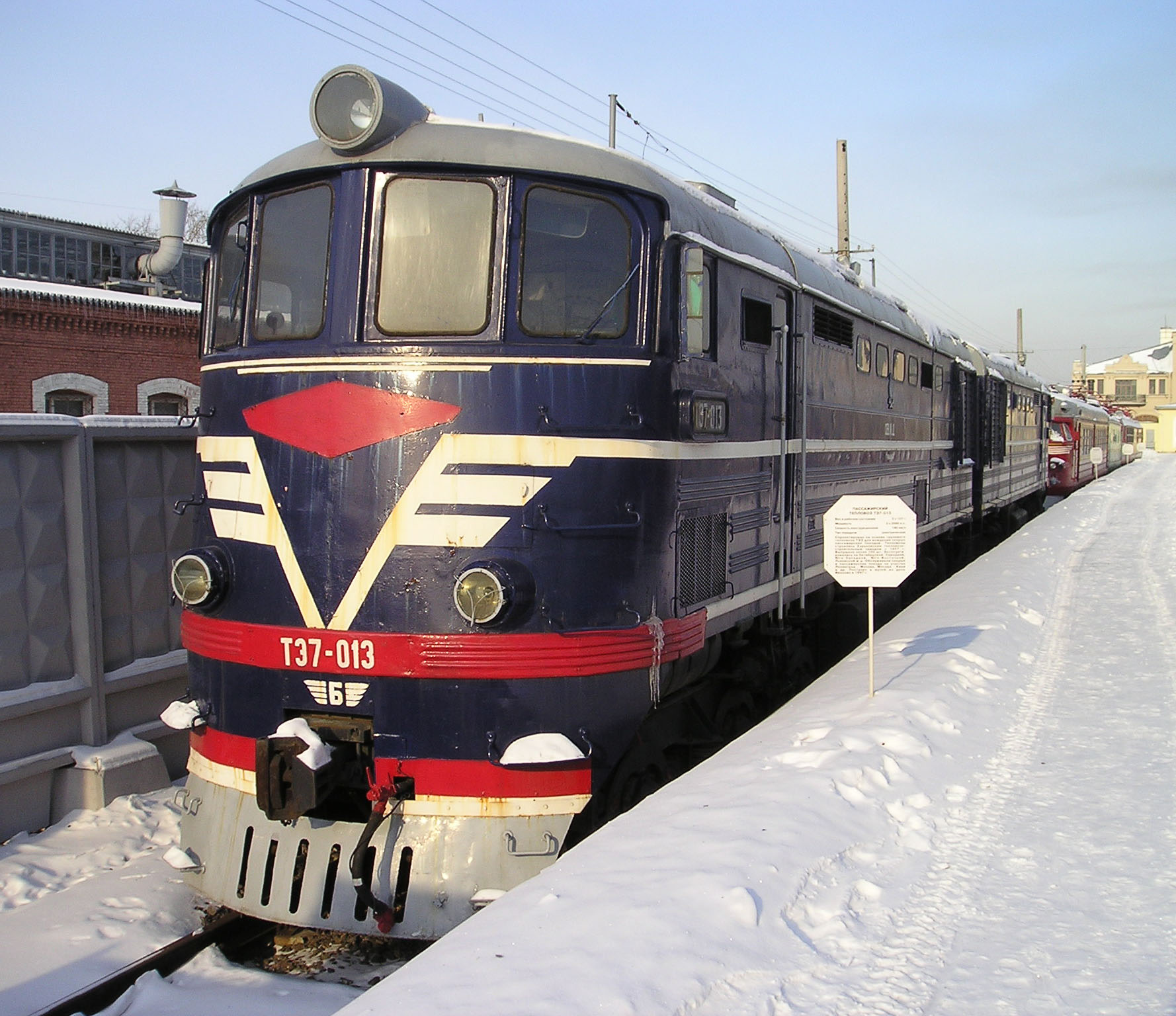
ТЭ7 013

Für die Verwendung im Reisezugdienst wurde in der Lokomotivfabrik Charkow ab 1955 eine Variante entwickelt, die im Wesentlichen auf der Grundvariante basierte. Geändert wurden der Führerstand und die Getriebeübersetzung Ritzel/Großrad. Diese als ТЭ7 bezeichnete Lokomotive war für eine Höchstgeschwindigkeit von 140 km/h ausgelegt. Ab 1956 entstand die Baumusterlokomotive, mit der anschließend auf der Strecke Moskau – Leningrad Testfahrten stattfanden.
Mit geringfügigen Verbesserungen wurden in Charkow 1957 weitere sechs und 1960 nochmals acht Einheiten gefertigt. Das Lokomotivwerk in Woroschilowgrad lieferte in den Jahren 1963/64 ebenfalls eine Serie von ТЭ7. Insgesamt wurden 113 Lokomotiven hergestellt.
Ein weiterer Entwurf sah eine Lokomotivkonstruktion, ebenfalls auf dem Grundtyp, für 160 km/h vor. Bei dieser Entwicklung sollten die drei Achsen jedes Drehgestells von einem gemeinsamen Elektromotor angetrieben werden. Diese als ТЭ8 bezeichnete Variante wurde allerdings nicht ausgeführt.